# Black November
Black November: Struggle for the Niger Delta es una película dramática de acción nigeriana de 2015. Está protagonizada por un elenco que incluye a Hakeem Kae-Kazim, Mickey Rourke, Kim Basinger, Fred Amata, Sarah Wayne Callies, Nse Ikpe Etim, OC Ukeje, Vivica Fox, Anne Heche, Persia White, Akon, Wyclef Jean y Mbong Amata. Está dirigida y coproducida por Jeta Amata, y narra la historia de la lucha de una comunidad del Delta del Níger contra su gobierno y una corporación petrolera multinacional para salvar su medio ambiente, que está siendo destruido por la extracción excesiva de petróleo.
Black November, que deriva su título del mes en el que el activista Ken Saro-Wiwa fue ejecutado en 1995, es una versión reeditada de la película Black Gold de 2011. Aproximadamente el 60% de las escenas se volvieron a filmar y se agregaron escenas adicionales para hacer la película "más actual". Fue producida por Bernard Alexander, Ori Ayonmike, Marc Byers, Wilson Ebiye, Hakeem Kae-Kazim y Dede Mabiaku; los costos de producción y comercialización de la película ascendieron a 22 millones de dólares, financiados principalmente por un magnate del petróleo nigeriano.
Basada en hechos reales, se estrenó en el Kennedy Center el 8 de mayo de 2012 y también se proyectó el 26 de septiembre de 2012 durante la Asamblea General de las Naciones Unidas; fue recibida con críticas mixtas a negativas. Sin embargo, tuvo un impacto significativo después del lanzamiento; Amata y el productor asociado de la película, Lorenzo Omo-Aligbe, fueron invitados a la Casa Blanca con respecto a la película; El congresista Bobby Rush y su colega republicano Jeff Fortenberry también se vieron tan afectados por la película que patrocinaron una resolución conjunta destinada a presionar al gobierno nigeriano y a las compañías petroleras occidentales para que limpien los derrames en el Delta del Níger.

## Sinopsis
La película comienza en una prisión de Warri en el delta del Níger, donde se instala una soga para colgar a Ebiere (Mbong Amata). Por otro lado, en Los Ángeles, California; Tom Hudson (Mickey Rourke), director ejecutivo de Western Oil, es secuestrado en su camino al aeropuerto por un grupo de movimiento etiquetado como "Frente del Pueblo Unido para la Emancipación del Pueblo del Delta del Níger de Nigeria". El secuestro lo llevan a cabo Tamuno (Enyinna Nwigwe),  líder del movimiento, Timi (Wyclef Jean), Opuwei (Akon), Timi (Razaaq Adoti) y Pere (Robert Peters) después de orquestar un accidente cerca del segundo túnel de la calle. También secuestran a una reportera, Kristy (Kim Basinger), y su camarógrafo, junto con varios otros en la escena del accidente, siendo tomados como rehenes dentro del túnel que ya ha sido cerrado a ambos lados por el grupo. Luego de siete horas, no se escucha ninguna comunicación desde el túnel: la policía, unidad antiterrorista y público en general no tienen idea de quiénes son los "terroristas" o qué quieren. Mientras tanto, en el túnel, Tamuno le dice a Tom que están en Los Ángeles para salvar a Ebiere y declara que si finalmente es colgado en Nigeria, entonces los "verdaderamente culpables" deberían acompañarlo. Libera a las mujeres y niños y le indica a Kristy que registre lo que está sucediendo en el túnel.
La película se remonta a 21 años antes, durante la era militar, mientras Tamuno narra su terrible experiencia al público a través de la cámara de Kristy. Ebiere nace en Warri durante la era militar; ella concluye la escuela secundaria y Western Oil le ofrece una beca para estudiar en el extranjero. Unos años más tarde, una tubería de petróleo en el Delta del Níger estalla y la gente de la comunidad va a buscar gasolina de la tubería, Dede (Hakeem Kae-Kazim), un pescador, descubre que los peces del río han muerto por el derrame de petróleo. La policía llega al lugar del derrame y exige que los pobladores abandonen la zona, pero nadie los escucha. Ebiere llega a su casa en la aldea y le dicen que su madre y sus hermanos están obteniendo combustible de un derrame. De camino ahí, el sitio explota, matando a su madre y hermanos. La explosión parece haber sido un accidente, provocado después de que uno de los policías enviados a dispersar a los recolectores de aceite enciende un cigarrillo. Ebiere habla en una visita de consolación del personal de Western Oil (una empresa estadounidense de plataformas petroleras con sede en Warri) y es aplaudida por miembros de la comunidad. Esto la establece como una de las oradoras de la Comunidad del Delta del Níger. Kate Summers (Sarah Wayne Callies), una reportera a la que le gusta su discurso, dice que Ebiere es diferente al resto de la gente de la comunidad, Kate se convierte en una amiga y simpatizante. Ebiere comienza a organizar protestas pacíficas y mítines masivos para que se escuche su voz, luchando para que el delta del Níger se limpie y se mantenga en buen estado; a veces son golpeados, asesinados o arrestados por los militares en el proceso. Representantes de Western Oil ofrecen sobornos a Ebiere para evitar que instigue a la gente, pero ella siempre se niega.
Sin embargo, Dede, cuya esposa e hijo único murieron en la explosión, cree que las protestas nunca resolverán nada y que el Gobierno solo puede escuchar a través de la violencia. Dedé comienza a tener gente de su lado (incluido Tamuno, que era un oficial de policía dedicado) después de un incidente en el que el Ejército invade su aldea y viola a sus mujeres. Ebiere continúa con sus protestas mientras Dede forma un grupo militante, mostrando su descontento a través de la violencia, vandalismo y secuestro de funcionarios de Western Oil. La empresa finalmente convence a Ebiere (que ahora es el interés amoroso de Dede) para que ayude a pedir a Dede y su grupo que entablen un diálogo con el gobierno, que resulta ser una estratagema para que los arresten. Se produce un tiroteo, lo que lleva a la muerte de Dede y su grupo.
Gadibia (Isaac Yongo), uno de los jefes que ha estado recibiendo sobornos de Western Oil y también malversando fondos destinados al desarrollo comunitario, les dice a sus compañeros mayores que ya no está interesado en el dinero "impuro" y que quiere regresar su parte a la gente, pero muere al día siguiente pues los ancianos habían envenenado su bebida la noche anterior. Peter (OC Ukeje), el hijo de Gadibia, a quien ya le ha confesado, le explica el incidente a Ebiere y lo seguro que está de que su padre fue asesinado por los ancianos. El fondo robado de Gadibia se descubre en su casa y los otros ancianos involucrados son capturados por la gente de la comunidad, liderada por Ebiere, quien quiere que sean denunciados a la policía, pero la gente se niega a escuchar y les prende fuego. Todos los que se encuentran en las inmediaciones del crimen son arrestados por la policía; sin embargo, Ebiere se atribuye la responsabilidad del crimen y es condenada a muerte en la horca. La película vuelve al presente en el túnel de Los Ángeles; Tom Hudson llama al Jefe de Estado de Nigeria y le dice que haga algo para detener la ejecución de Ebiere, pero su solicitud no se acepta. Angela (Vivica Fox), de la unidad antiterrorista estadounidense, advierte que Estados Unidos haga un llamado diplomático al gobierno nigeriano, pero la jefa del departamento dice que no negocian con terroristas. Finalmente, resuelven emitir un comunicado de prensa engañoso, indicando que Ebiere ha sido liberada. Cuando se informa al movimiento de emancipación sobre la liberación, arrojan sus armas como resultado y también liberan al resto de los rehenes, incluido Tom Hudson. Son arrestados por la policía de los Estados Unidos, mientras que Ebiere es ahorcada en Nigeria.

## Elenco
- Mbong Amata como Ebiere Perema
- Hakeem Kae-Kazim como Dede
- Enyinna Nwigwe como Tamuno Alaibe
- Mickey Rourke como Tom Hudson
- Sarah Wayne Callies como Kate Summers
- Kim Basinger como Kristy
- OC Ukeje como Peter Gadibia
- Vivica Fox como Angela
- Persia White como Tracey
- Fred Amata como Gideon white
- Wyclef Jean como Timi Gabriel
- Akon como Opuwei
- Nse Ikpe-Etim como Ebiere's Attorney
- Barbara Soky como Franca
- Dede Mabiaku como Captain Hassan
- Zack Amata como Chief Kuku
- Isaac Yongo como Chief Gadibia
- William Goldman como Rick Peterson
- Anne Heche como Barbra
- Lanny Joon como Agent Cole
- Stefanie Kleine como Madeline
- Emmanuel Okhakhu como Chief Okon
- Ivar Brogger como Bellamy
- Nathin Butler como Jack
- Jane Unogwu como Hosanna
- Razaaq Adoti como Timi

## Producción

### Desarrollo e inspiración
Jeta Amata, quien creció en el Delta del Níger declaró en una entrevista que ha pasado un tiempo desde que quiso hacer una película sobre esa región. Había escrito tres guiones sobre el tema durante unos ocho años; pero a medida que los problemas seguían aumentando, parecía más difícil de hacer "pero llegué al punto en que supe que tenía que ser ahora". Black November es una ficción basada en un hecho real, el título se deriva del mes en el que el activista Ken Saro-Wiwa fue ejecutado en 1995. Amata había conocido una vez a Saro-Wiwa a través de su padre y se vio afectado por su muerte. La reciente militancia del delta del Níger despertó aún más su interés por hacer la película; tuvo que reunirse con la mayoría de los exmilitantes del Delta del Níger, como Asari Dokubo y Boyloaf, para escuchar sus lados de la historia. Afirmó en una entrevista: "Lo que yo hago es lo que ellos hicieron, pero sin armas". Amata explicó que aunque la película tocó algunos puntos políticos, le preocupaba más la parte humana de la historia, los sentimientos de la gente y lo que pasó: "No estamos tratando de luchar contra el gobierno, ni estamos tratando de luchar contra petroleras, no, estamos tratando de reparar lo dañado”. La película fue financiada principalmente por un magnate de los negocios nigeriano, el capitán Hosa Wells Okunbo, quien dijo que no quiere pasar a la historia como "solo otro comerciante rico" y quiere devolver algo a la región.
A finales de 2011, el director anunció sus planes para reeditar la película que inicialmente había sido finalizada con el título Black Gold y había sido estrenada en los primeros meses de 2011. Según Amata, la misma estaba "desactualizada" y "Tenía que ser más actual. Tenía que adherirse estrictamente a lo que estaba pasando en este momento: la primavera árabe y todo eso". Este cambio dio como resultado que aproximadamente el 60% de la parte de Black Gold se volviera a grabar, pero aun así se adhiriera en la trama original de Black Gold. Mickey Rourke, Kim Basinger y Anne Heche, que no formaban de Black Gold, también se agregaron al elenco de Black November. Akon y Wyclef Jean también se unieron más tarde al set durante la última vuelta de rodaje en Los Ángeles.

### Rodaje
La película fue inicialmente un proyecto de U $ 300.000 para concienciar sobre los vertidos de petróleo y acabar con el mal trato a los nigerianos afectados. A medida que surgieron desafíos más grandes, se realizaron cambios, que conllevaron al proyecto a tomar hasta US $ 16 millones en producción. El monto para la producción y comercialización de la película ascendió a aproximadamente 2,2 millones de dólares. El rodaje se realizó en locaciones de la región del Delta del Níger y Los Ángeles, California. Algunas partes también se rodaron en Makurdi. Fue producida por Wells y Jeta Entertainment, en conjunto con Rock City Entertainment y Starkid Inc. Se envió una amenaza de muerte a la actriz principal, Mbong Amata, durante el transcurso de la realización de la película en 2011. La fuente de la amenaza aún se desconoce, pero se dedujo que provenía de un grupo militante o de una compañía petrolera. Hubo un período durante el rodaje en el que el Servicio de Aduanas de Nigeria confiscó algunos equipos de producción procedentes del extranjero. El elenco tuvo que permanecer inactivo en su hotel durante una semana, mientras el equipo esperaba el despacho de aduana. Los efectos visuales fueron supervisados por el ex animador de Industrial Light & Magic Wes Takahashi.

## Banda sonora
La música de Black November está compuesta por Joel Goffin y también presenta canciones de Akon, Dede Mabiaku y Mavado. El 25 de febrero, el álbum de la banda sonora fue lanzado digitalmente por Bluestone Symphonics en Amazon e iTunes.

#### Lista de canciones
| N.º | Título                                  | Cantante(s)               | Duración |  |
| 1.  | «Origins of Chaos»                      | Joel Goffin               | 10:31    |  |
| 2.  | «The Delta»                             | Joel Goffin, Sage Sansone | 2:33     |  |
| 3.  | «Race to the Hospital»                  | Joel Goffin               | 7:03     |  |
| 4.  | «The River»                             | Joel Goffin               | 5:24     |  |
| 5.  | «Nigeria»                               | Joel Goffin               | 2:13     |  |
| 6.  | «Are You Ready»                         | Joel Goffin               | 1:32     |  |
| 7.  | «Arrival of Western Oil»                | Joel Goffin               | 1:09     |  |
| 8.  | «Rise Up»                               | Mavado, Akon, Rick Ross   | 3:07     |  |
| 9.  | «The Raid»                              | Joel Goffin               | 3:06     |  |
| 10. | «Death of a Child»                      | Joel Goffin               | 4:24     |  |
| 11. | «A Night in Africa»                     | Joel Goffin               | 1:38     |  |
| 12. | «Stay with Me»                          | Joel Goffin               | 2:33     |  |
| 13. | «Ebiere and Dede»                       | Wizkid, Joel Goffin       | 2:44     |  |
| 14. | «The Beach»                             | Joel Goffin               | 4:30     |  |
| 15. | «For Dede»                              | Joel Goffin               | 1:57     |  |
| 16. | «Retaliation»                           | Joel Goffin, Sage Sansone | 2:23     |  |
| 17. | «Ghosts in a Cemetary [sic]»            | Joel Goffin, Sage Sansone | 2:18     |  |
| 18. | «Blood on My Hands (Versión extendida)» | Joel Goffin               | 8:01     |  |
| 19. | «Guilty»                                | Joel Goffin               | 0:39     |  |
| 20. | «Sanctuary»                             | Joel Goffin               | 1:38     |  |
| 21. | «Navigating the Tunnel»                 | Joel Goffin               | 2:12     |  |
| 22. | «Requiem for Lost Souls»                | Joel Goffin               | 3:34     |  |
| 23. | «A Love Slowly Dying»                   | Joel Goffin               | 1:23     |  |
| 24. | «Just Admit It»                         | Joel Goffin               | 1:47     |  |
| 25. | «Ebiere Perema»                         | Joel Goffin               | 1:54     |  |
| 26. | «Rites»                                 | Joel Goffin, Sage Sansone | 2:53     |  |
| 27. | «Africa»                                | Joel Goffin               | 2:17     |  |

## Lanzamiento
El avance dela pel ículase lanzó al público a través de YouTube el 4 de abril de 2012. La película se estrenó en el Kennedy Center el 8 de mayo de 2012. Los invitados especiales al evento incluyeron a Agbani Darego, Dan Glickman, el embajador de Gabón Michael Moussa, la ex embajadora de Estados Unidos Shirley Barnes, Robin Sanders e Isyaku Ibrahim . También se proyectó el 26 de septiembre de 2012 durante la Asamblea General de las Naciones Unidas en la ciudad de Nueva York, a la que asistieron los principales elencos de la película. Algunos otros actores y partes interesadas también estuvieron presentes en el evento. Salió a la venta en Nigeria el 21 de diciembre de 2012. El 15 de diciembre de 2014 se lanzó un tráiler estadounidense de la película y eOne Entertainment la estrenó en cines en los Estados Unidos el 9 de enero de 2015. La película también se lanzó en DVD, iTunes, Amazon y otras plataformas de VOD en 2015.

## Recepción

### Recepción de la crítica
Recibió críticas mixtas a negativas. A de junio de 2020, tiene una calificación de aprobación del 23% en Rotten Tomatoes, basada en 13 revisiones con una puntuación total de 3.54 sobre 10, de doce críticos. Tiene una puntuación de 31 en Metacritic, lo que indica "críticas generalmente desfavorables".
Tiene una calificación del 67% en Nollywood Reinvented, que dice que la película "golpea inmediatamente como una historia emocionalmente convincente que pone en primer plano un tema político de gran relevancia". Sin embargo, criticó el desarrollo del personaje y concluyó diciendo: " Black November fue un trabajo cinematográfico brillante con una historia atractiva y cohesiva que podría haber hecho con un poco más de desarrollo del personaje para el protagonista". Sin embargo, el sitio web señaló la actuación de Mbong Amata como su "actuación más convincente hasta la fecha". El Informe de África dice; " El noviembre negro no es perfecto, pero es bueno". La actuación de Mbong Amata se describe como "impresionante" y concluyó diciendo; "It [ Black November ] es una historia de aventuras conmovedora, enfurecida, escalofriante y espectacular sobre la codicia, la brutalidad y la injusticia". Toni Kan en Nigerian Entertainment Today comenta que la película tiene una buena historia, pero Amata "pierde la trama". Analizó las actuaciones de los actores y concluye: " El noviembre negro intenta ser muchas cosas a la vez; es tanto defensa como propaganda, Nollywood y Hollywood, pero lamentablemente fracasa en convertirse en algo de carácter y sustancia. Jeta Amata ha hecho lo que debería haber sido una película muy importante, pero no aprovecha la oportunidad. ¡Qué lástima!".
Nicolas Rapold de The New York Times concluye: "El Sr. Amata conserva el estilo de actuación enfático de Nollywood, que casi se convierte en una forma de agitprop. Cualquier otra conversación se siente como si se llevara a cabo en o más allá del tono de una discusión. La violencia no se detiene. Amata también se reserva cierto desdén por sus compatriotas. Hay un vigor absoluto en la forma en que aborda el conflicto en la mayoría de las escenas, pero la mano dura en todos los ámbitos impone algunas limitaciones significativas. El Sr. Amata, sin embargo, no toma golpes con su final". Martin Tsai de Los Angeles Times comenta: " Black November dramatiza la misión, los enemigos y las tácticas del equipo casi en forma de balas, evitando cualquier complejidad en su ataque. Jeta Amata siempre parece exagerar para presionar los botones correctos, [ya que] el cineasta tiene problemas para desarrollar escenas, personajes y tramas". Frank Scheck de The Hollywood Reporter concluye: "Llena de discursos declamatorios, personajes estereotipados y desarrollos de trama melodramáticos y muy telegrafiados, la película no funciona como thriller ni como drama de temática política. Desafortunadamente, será necesario un esfuerzo mucho mayor que este para despertar un mayor interés". Guy Lodge of Variety concluye: "mientras que la presencia al frente de Kim Basinger y Mickey Rourke da la impresión inicial de una tarifa de explotación alegremente cursi, sus contribuciones resultan marginales: los Auds [Audience] que persiguen emociones baratas serán tomados por sorpresa con esto estudio airado de la industria petrolera plagada de corrupción de Nigeria, entre corchetes superficialmente por un drama de rehenes ambientado en Los Ángeles. Lamentablemente, la película de Jeta Amata resulta laboriosa y santurrona en ambos registros".

### Respuesta
"Black november" ha tenido un impacto significativo; Amata y el productor asociado Lorenzo Omo-Aligbe fueron invitados a la Casa Blanca con respecto a la película; el congresista Bobby Rush y su colega republicano Jeff Fortenberry quedaron tan afectados por la película que patrocinaron una resolución conjunta destinada a presionar al gobierno nigeriano y a las compañías petroleras occidentales para que limpiaran los derrames en el Delta del Níger.

## Temas
Fatima Sesay de Sahara Reporters mencionó; " Black November narra la historia real de la corrupción y tácticas codiciosas utilizadas por las corporaciones petroleras multinacionales y el gobierno nigeriano para ocultar la verdad sobre los derrames de petróleo, mientras obtienen una gran suma de dinero exportando lo que realmente pertenece a los ciudadanos nigerianos. Lamentablemente, las personas más afectadas por los derrames no reciben ni un centavo por su agonía ". Amata afirmó en una entrevista que el propósito de la película es "sacar a la luz la injusticia y la situación inhumana del Delta del Níger", también dijo "Si BP puede compensar a la gente del Golfo de México, ¿por qué el mundo no hace que las compañías petroleras que contaminan nuestra tierra se enmienden? Hemos estado sufriendo derrames del tamaño del Exxon Valdez durante 50 años, pero nadie habla de ello, siempre y cuando se beneficien del petróleo ". El productor de la película Dede Mabiaku dice que Black November es "una película reveladora con una causa" que, según él, debería poder alentar a la gente a luchar por la limpieza inmediata del Delta del Níger.  Guardian publicó; "La película de Amata está sopesando los 50 años de historia de la explotación occidental de los recursos petroleros del delta, la colusión local y la resistencia violenta".[cita requerida]